# Cartoon Network (Regno Unito e Irlanda)
Cartoon Network è un canale televisivo britannico a pagamento con un target di età compreso tra i 6 e i 12 anni. È gestito dalla divisione EMEA della Warner Bros. Discovery.
Il canale venne lanciato inizialmente il 17 settembre 1993 come un feed pan-europeo, che serviva le isole britanniche, ma anche l'Europa del nord e dell'est. Nell'agosto 1999, il feed pan-europeo venne scorporato ed inserito su un canale a parte, con la programmazione identica a quella del Cartoon Network britannico, eccetto alcuni programmi tra cui Dragon Ball Z e Angela Anaconda, perché Cartoon Network aveva i diritti per trasmetterli solo in Regno Unito e Paesi Bassi. Cartoon Network inizia a trasmettere in alta definizione l'11 settembre 2011.

## Storia

### Anni '90
Cartoon Network inizia a trasmettere il 17 settembre 1993, inizialmente in time-sharing con il canale TNT; Cartoon Network trasmette dalle 5:00 alle 19:00, mentre TNT trasmette dalle 19:00 alle 5:00. Nei pomeriggi della domenica era trasmesso il Super Chunk, una maratona dove erano trasmesse due ore di episodi di un solo programma, dalle 13:00 alle 15:00. Un altro evento era il The Longest Day, introdotto nel 1994, dove Cartoon Network trasmetteva per quattro ore in più dall'inizio dell'anno fino a giugno. Inoltre, a differenza di Nickelodeon, che era parte di Sky Multichannels, Cartoon Network era free-to-air in Europa.
Nel 1996, il canale estese la sua programmazione, e nel dicembre di quell'anno, insieme a TNT, iniziò a trasmettere 24 ore su 24. Nel dicembre 1998, Cartoon Network entrò a far parte della piattaforma Sky Digital, sul satellite Astra 2A. Inoltre, nel 1997, Cartoon Network e TNT iniziarono a trasmettere per 24 ore anche nei Paesi Bassi.
Nel 1998 venne lanciato Cartoon Network +1, un canale timeshift che ritrasmetteva la stessa programmazione del canale principale un'ora dopo.
Nell'ottobre 1999, Cartoon Network si separò dal feed pan-europeo. Il feed pan-europeo rimase, ma come canale free-to-air secondario e di transizione, in quanto stavano per iniziare le trasmissioni delle versioni localizzate di Cartoon Network negli stati dove il feed pan-europeo veniva trasmesso.

### Anni 2000
Le due versioni analogiche di Cartoon Network chiusero nel 2001.
Nel 2006, Cartoon Network +1 venne chiuso e rimpiazzato da Cartoon Network Too.

### Anni 2010
Il 27 settembre 2010 venne introdotto l'attuale logo, che era già stato introdotto in America il 29 maggio dello stesso anno.
L'11 settembre 2011 Cartoon Network inizia a trasmettere in alta definizione.
Il 1º aprile 2014 Cartoon Network Too chiuse e ritornò Cartoon Network +1.
Nell'ottobre 2015, venne lanciata l'app Cartoon Network Anything in Regno Unito, dove si potevano trovare video corti e giochi.

### Anni 2020
Il 18 novembre 2020, a WarnerMedia venne concessa una licenza per trasmettere Cartoon Network in Repubblica Ceca, denominata Cartoon Network Eire, con l'obiettivo di garantire la continua trasmissione legale di Cartoon Network UK nella Repubblica d'Irlanda e a Malta, in conformità con la Direttiva UE sui servizi di media audiovisivi (AVMSD) e la legge sul mercato unico a seguito dell'uscita del Regno Unito dall'Unione europea. Come il Regno Unito, la Repubblica Ceca ha normative radiotelevisive minime ed è stata scelta ai fini delle licenze UE in quanto HBO di WarnerMedia aveva operazioni sostanziali nel paese. Dal punto di vista editoriale, il canale è ancora gestito dagli uffici di Cartoon Network presso la sede centrale EMEA di WarnerMedia a Londra.

## Palinsesto

### Programmi attualmente in onda
- Adventure Time
- Apple & Onion
- Craig
- Il principe Ivandoe
- Grizzy e i lemming
- Hero Inside
- Jade Armor
- Jellystone
- Lo straordinario mondo di Gumball
- Mr. Bean
- Regular Show
- Teen Titans Go!
- Totally Spies! - Che magnifiche spie!
- We Baby Bears - Siamo solo baby orsi
- We Bare Bears - Siamo solo orsi

#### Programmi in onda su Cartoonito
- Batwheels
- Bugs Bunny costruzioni
- Sam il pompiere

### Programmi non più in onda
- AKA Cult Toons
- Albertone
- Alieni pazzeschi
- Alvin rock 'n' roll
- Angela Anaconda
- Animaniacs
- Anche i cani vanno in paradiso
- Aquaman
- Archie e Sabrina
- Aspettando il ritorno di papà
- Astro Boy
- Atomic Betty
- Attenti a Luni
- Baby Blues
- Baby Looney Tunes
- Bakugan - Battle Brawlers
- Bakugan Battle Planet
- Bakugan: Gundalian Invaders
- Bakugan: Potenza Mechtanium
- Bakugan Battle Brawlers: New Vestronia
- Barney Bear
- Batfink
- Batman (1968)
- Batman (1992)
- Batman - Cavaliere della notte
- Batman of the Future
- Batman: The Brave and the Bold
- Battle B-Daman
- Be Cool, Scooby-Doo!
- Ben 10 (2005)
- Ben 10 (2016)
- Ben 10 - Forza aliena
- Ben 10: Omniverse
- Ben 10: Ultimate Alien
- Ben 10: Ultimate Challenge
- Best Ed
- Beyblade
- Beyblade G-Revolution
- Beyblade V Force
- Birdman
- Blackstar
- Blinky Bill
- Blue Falcon e Cane Prodigio
- Blue submarine no. 6
- Braccobaldo Show
- Braccio di Ferro
- BraveStarr
- Brutti e cattivi
- Buford e il galoppo fantasma
- Butch Cassidy
- Camp Lazlo
- Capitol Critters
- Capitan Cavey e le Teen Angels
- Capitan Planet e i Planeteers
- Cartoon Cartoons
- Casper e gli angeli
- Cave Kids
- Centurions
- Charlie Brown e Snoopy Show
- Che papà Braccio di Ferro
- Chi ha bisogno di Tenchi?
- Chowder - Scuola di cucina
- Chris Colorado
- Clarence
- Classe 3000
- Codice Angelo
- Coconut Fred's Fruit Salad Island!
- Cowboy Bebop
- Cubix
- Cyborg 009
- Da Boom Crew
- Danger Mouse
- Dastardly e Muttley e le macchine volanti
- Devlin
- Dez dei desideri
- DC Super Hero Girls
- Dink il piccolo dinosauro
- Don Coyote e Sancho Panda
- Dragon Ball
- Dragon Ball Z
- Dragon's Lair
- Dragons
- Droopy: Master Detective
- Duck Dodgers
- Due cani stupidi
- Duel Masters
- È piccolo, è bionico, è sempre Gadget
- Elliott il terrestre
- Ed, Edd & Eddy
- Ernesto Sparalesto
- Freakazoid!
- Foofur superstar
- Frankenstein Jr. e gli impossibili
- Fly Tales
- Galtar e la lancia d'oro
- Garfield e i suoi amici
- Gatto Bernardo e Topo Didì
- Generator Rex
- Ghostbusters
- Gli amici Cercafamiglia
- Gli amici immaginari di casa Foster
- Gli antenati
- Gli Astromartin
- Gli Erculoidi
- Gli orsi hippy
- Gli orsi radioamatori
- Gli Snorky
- Godzilla
- Goldie Gold e Action Jack
- Goober e i cacciatori di fantasmi
- Green Lantern: The Animated Series
- Gundam Wing
- Hazzard
- Happy Harmonies
- Harlem Globetrotters
- Harry Hill's Shark Infested Custard
- Harry Hill's TV Burp
- He-Man
- He-Man and the Masters of the Universe
- Hector Polpetta
- Hero 108
- Hi Hi Puffy AmiYumi
- Home Movies
- Hot Wheels Acceleracers
- Hot Wheels Battle Force 5
- I 13 fantasmi di Scooby-Doo
- I Biskitts
- I buffoni dello spazio
- I cavalieri d'Arabia
- I due masnadieri
- I fantastici fratelli Adrenalini
- I Fantastici Quattro (1967)
- I Fantastici Quattro (2006)
- I favolosi Tiny
- I figli degli antenati
- I figli della Pantera Rosa
- I Fruttini
- I Fungies
- I gatti di Cattanooga
- I gemelli Cramp
- I Gobots
- I mille colori dell'allegria
- I monelli dello spazio
- I mondi sommersi
- I pirati dell'acqua nera
- I pronipoti
- I Puffi (1981)
- I tre moschettieri
- Iacchi Du-Du
- IGPX
- Il clan di Charlie Chan
- Il cane Mendoza
- Il cucciolo Scooby-Doo
- Il fantasma bizzarro
- Il fantastico mondo di Paul
- Il giovane Robin Hood
- Il Gorilla Lilla
- Il laboratorio di Dexter
- Il mio amico marziano
- Il nuovo Fred e Barney Show
- Il trio Drak
- Il trenino Thomas
- In che mondo stai Beetlejuice?
- Inch High l'occhio privato
- Io sono Donato Fidato
- Isidoro
- Isidoro Show
- Jabber Jaw
- Jana della giungla
- Jeannie
- Johnny Bravo
- Johnny Test
- Jonny Quest
- Josie e le Pussycats
- Josie e le Pussycats nello spazio
- Justice League
- Justice League Action
- Justice League Unlimited
- King Kong
- Krypto the Superdog
- Kwicky Koala[17]
- L'allegra banda di Yoghi
- L'amabile strega
- L'impareggiabile Lady Gomma
- L'incredibile Hulk
- L'isola delle 1000 avventure
- L'olimpiade della risata
- L'orso Yoghi
- L'Uomo Ragno (1967)
- L'Uomo Ragno (1981)
- L'Uomo Ragno e i suoi fantastici amici
- La caccia al tesoro di Yoghi
- La corsa spaziale di Yoghi
- La famiglia Addams (1973)
- La famiglia Addams (1992)
- La famiglia Day
- La famiglia Partridge 2200 A.D.
- La formica atomica
- La furia di Hong Kong
- La Pantera Rosa
- La squadra del tempo
- La valle dei dinosauri
- Lassie e la squadra di soccorso
- Le avventure di Jonny Quest
- Le avventure di Penelope Pitstop
- Le avventure di Ruffy e Reddy
- Le avventure di Sinbad Junior
- Le avventure del giovane Gulliver
- Le meravigliose disavventure di Flapjack
- Le nuove avventure di Capitan Planet
- Le nuove avventure di Huckleberry Finn
- Le nuove avventure di Scooby-Doo
- Le nuove avventure di Zorro
- Le Superchicche
- Le tenebrose avventure di Billy e Mandy
- Legion of Super Heroes
- LEGO Ninjago
- Leone il cane fifone
- Little Dracula
- Lo show dei Banana Splits
- Lo squadrone tuttofare
- Loonatics Unleashed
- Looney Tunes
- Luca Tortuga
- Lucas the Spider
- Lucky Luke
- Lunga vita ai reali
- Lupo de Lupis
- Magilla Gorilla
- Mao Mao e gli eroi leggendari
- Masha e Orso
- Megas XLR
- Merrie Melodies
- Mighty Magiswords
- Mike, Lu & Og
- Mister T
- Mixels
- Moby Dick e il Grande Mightor
- Monciccì
- Monster Allergy
- Monster Beach
- Moominland, un mondo di serenità
- Mostri o non mostri... tutti a scuola
- Mototopo e Autogatto
- Mucca e Pollo
- ¡Mucha Lucha!
- Mumbly
- Napo orso capo
- Nome in codice: Kommando Nuovi Diavoli
- OK K.O.!
- One Piece
- Outlaw Star
- Over the Garden Wall - Avventura nella foresta dei misteri
- Ovino va in città
- Ozzy & Drix
- Pac-Man
- Paw Paws
- Pinky and the Brain
- Pinky, Elmyra & the Brain
- Piovono polpette
- Pippopotamo e So-So
- Pixie e Dixie
- Pokémon
- Potsworth & Co.
- Power Players
- Rave - The Groove Adventure
- ReBoot
- Redakai: Alla conquista di Kairu
- Richie Rich
- Rickety Rocket
- Risate con i Flintstones
- Road Rovers
- Robotboy
- Quella scimmia del mio amico
- Rocky e Bullwinkle
- Samurai Jack
- Scemo & più scemo
- Scooby-Doo and Guess Who?
- Scooby-Doo and Scrappy-Doo
- Scooby-Doo! Dove sei tu?
- Scooby-Doo! Mystery Incorporated
- Scuola media Rinoceronte Volante
- Sealab 2020
- Shaggy e Scooby-Doo
- Sharky & George
- Shazzan
- She-Ra, la principessa del potere
- Simpatiche canaglie
- Sitting Ducks
- Snooper e Blabber
- Space Ghost Coast to Coast
- Space Ghost e Dino Boy
- Space Stars
- Speciale Scooby
- Speed Buggy
- S.P.Q.R. - Sembrano Proprio Quasi Romani
- Squiddly Diddly
- Squirrel Boy
- Stanlio & Ollio
- Star Wars: Clone Wars
- Star Wars: The Clone Wars
- Static Shock
- Steven Universe
- Steven Universe Future
- Storm Hawks
- Street Fighter
- Street Fighter II V
- Summer Camp Island - Il campeggio fantastico
- Superauto Mach 5
- Superman (1966)
- Superman (1988)
- Superman (1996)
- Supernoobs
- Super Segretissimo
- Svicolone
- Swat Kats
- Sym-Bionic Titan
- Tabaluga
- Tatino e Papino
- Tarzan il signore della jungla
- Tazmania
- Teen Titans
- Tippete, Tappete, Toppete
- The Adventures of Superboy
- The All-New Super Friends Hour
- The Batman
- The Big O
- The Brady Kids
- The Brak Show
- The Bugs Bunny Show
- The Completely Mental Misadventures of Ed Grimley
- The Flintstone Kids
- The Gary Coleman Show
- The Jackson Five
- The Life and Times of Juniper Lee
- The Marvel Super Heroes
- The Mask
- The Moxy Show
- The New Adventures of Flash Gordon
- The New Batman/Superman Adventures
- The New Scooby and Scrappy-Doo Show
- The Plastic Man Comedy/Adventure Show
- The Porky Pig Show
- The Powerpuff Girls
- The Road Runner Show
- The Scooby-Doo Show
- The Skatebirds
- The Secret Saturdays
- The Super Globetrotters
- The Zeta Project
- The Tom & Jerry Show
- Thundarr il barbaro
- Thunderbirds
- ThunderCats
- ThunderCats Roar
- Tom & Jerry
- Tom & Jerry Kids
- ToonHeads
- Top Cat
- Tornado Kid e Sonnacchia
- Transformers
- Transformers: Cybertron
- Transformers: Cyberverse
- Transformers: Prime
- Transformers: Robots in Disguise (2015)
- Trollkins
- Turbo Teen
- Uncle Grandpa
- Ugo Lupo
- Ughetto - Cane perfetto
- Un tritone per amico
- Unikitty!
- Victor e Valentino
- Vladimiro e Placido
- Wally Gator
- Waynehead
- What a Cartoon!
- Whatever Happened to... Robot Jones?
- Wheelie
- X-Men: Evolution
- Xiaolin Chronicles
- Xiaolin Showdown
- Yo Yoghi!
- Yoghi, salsa e merende
- Yo-kai Watch
- Young Justice
- Yu degli spettri
- Yu-Gi-Oh! Zexal

## Blocchi

### Boomerang

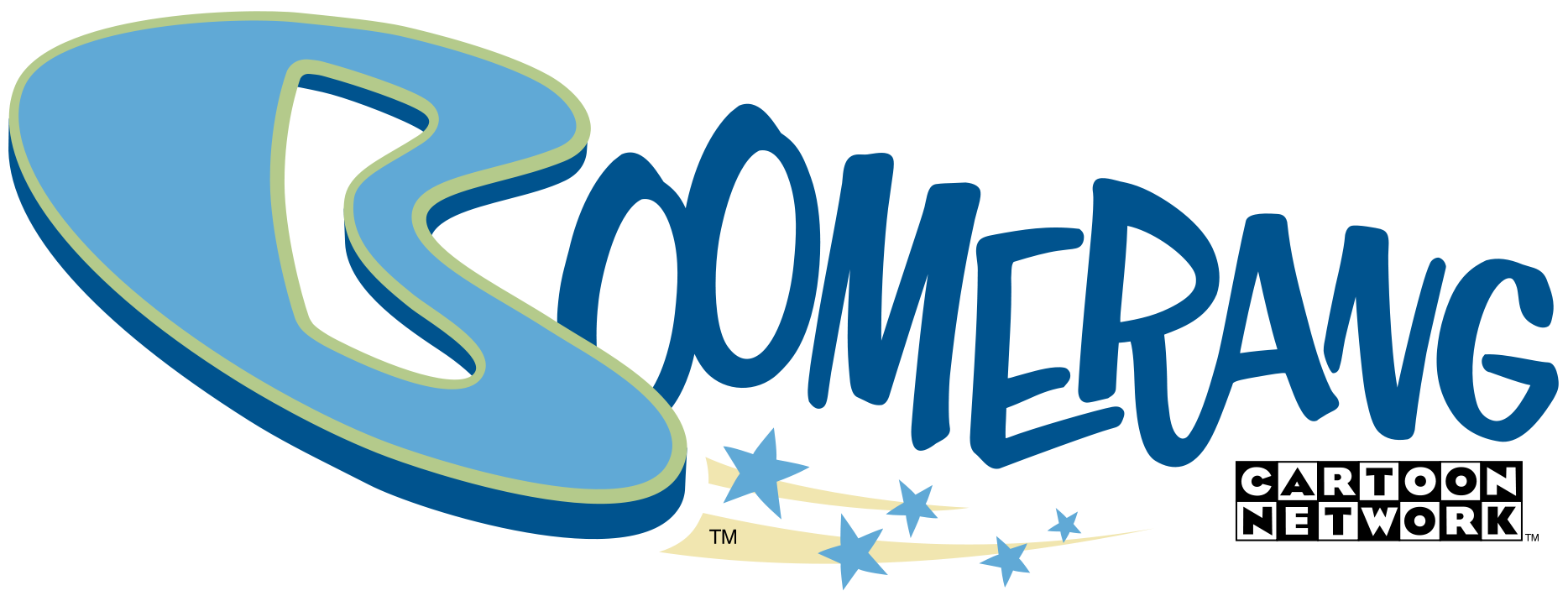
Logo del blocco

Prima di diventare un canale autonomo il 26 maggio 2000, Boomerang è stato un blocco dedicato ai vecchi cartoni della Hanna-Barbera sin dal suo lancio nel 1993.

### Cartoonito

Logo del blocco

Nel 2022 arrivò sulla rete un blocco dedicato ai programmi per bambini prescolari, Cartoonito. Il blocco esiste tuttoggi.

## Loghi

17 settembre 1993 - 11 aprile 2005
11 aprile 2005 - 27 settembre 2010
In uso dal 27 settembre 2010